# Reński koń gorącokrwisty
Reński koń gorącokrwisty – nadreńska rasa konia domowego o krótkiej tradycji hodowlanej. Szlachetny wierzchowiec wywodzący się z hodowli koni zimnokrwistych krzyżowanych z folblutami, końmi trakeńskimi i innymi rasami szlachetnymi.

## Historia i pochodzenie
W Nadrenii hodowano konie zimnokrwiste, ale po II wojnie światowej spadło zainteresowanie nimi i wówczas podjęto próby hodowli koni gorącokrwistych. Podstawą tej rasy były konie westfalskie, hanowerskie i trakeńskie. Spotykane umaszczenie w każdym kolorze, wysokość w kłębie ok. 165 cm.
Siedziba związku hodowców reńskiego konia gorącokrwistego i księga stadna koni reńskich założona w 1892, początkowo dla koni zimnokrwistychych, aktualnie gorącokrwistych znajduje się w zamku Wickrath w Mönchengladbach w dzielnicy Wicrath.

## Użytkowość
Rasa ta wykorzystywana jest m.in. w sporcie (skoki i ujeżdżenie) oraz w zaprzęgach i rekreacyjnej jeździe wierzchem.